# Al Miksis
Alfonse Klaud "Al" Miksis (Chicago, Illinois; 2 de febrero de 1928-Eugene, Oregón; 4 de febrero de 2012) fue un jugador de baloncesto estadounidense que disputó una temporada en la NBA, además de jugar en la NPBL. Con 2,01 metros de estatura, jugaba en la posición de pívot.

## Trayectoria deportiva

### Universidad
Jugó durante su etapa universitaria con los Leathernecks de la Universidad de Western Illinois, siendo hasta la fecha el único jugador de dicha institución en llegar a jugar en la NBA.

### Profesional
En 1949 fichó por los Hammond Calumet Buccaneers, pero la franquicia desapareció antes del comienzo de la temporada de la NBL, siendo sus derechos traspasados a los Waterloo Hawks, que esa temporada habían dado el salto a la NBA. Allí jugó únicamente ocho partidos en los que promedió 3,4 puntos.
Al año siguiente jugó con los Grand Rapids Hornets de la NPBL, donde promedió 5,4 puntos por partido.

## Estadísticas de su carrera en la NBA

### Temporada regular
| Temporada | Edad | Equipo         | Liga | Pos. | P | TC  | TCA | %TC  | TL  | TLA | %TL  | ASIS | FP  | PTS |
| 1949-50   | 21   | Waterloo Hawks | NBA  |      | 8 | 0.6 | 2.6 | .238 | 2.1 | 2.6 | .810 | 0.5  | 2.8 | 3.4 |
| Total     |      |                | NBA  |      | 8 | 0.6 | 2.6 | .238 | 2.1 | 2.6 | .810 | 0.5  | 2.8 | 3.4 |